# The E.N.D
The E.N.D (skrót od The Energy Never Dies) – to piąty studyjny album amerykańskiej grupy muzycznej The Black Eyed Peas. Płytę wydano 3 czerwca 2009, przez Universal Music Group, w Japonii.

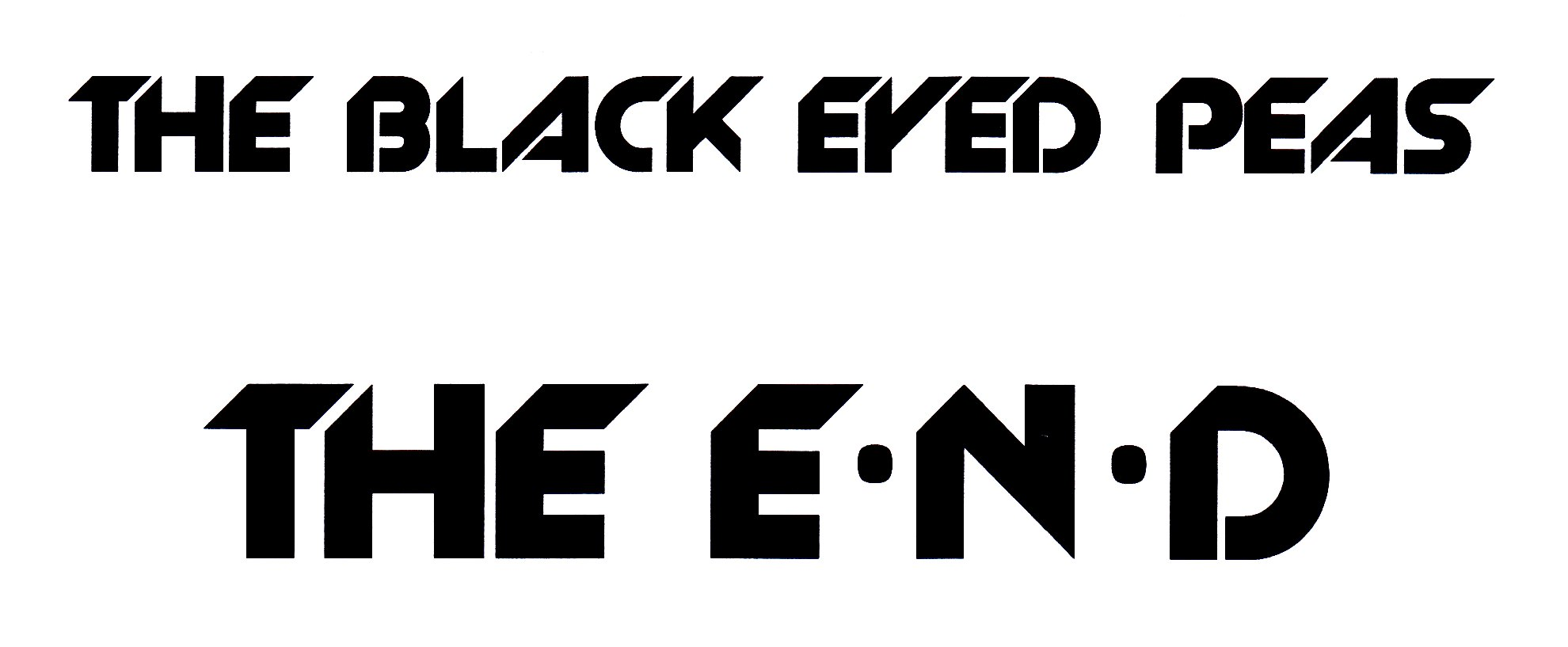
Logo płyty Black Eyed Peas

## Informacje o albumie
W wywiadzie dla witryny internetowej Billboard.com, will.i.am wyjaśnił, że skrót The E.N.D oznacza "The Energy Never Dies" oraz wyjawił koncept albumu. Stwierdził, iż "będzie to projekt żywy nawet po premierze, dzięki możliwości pobierania kolejnych piosenek za pomocą internetu. Jest to w pewnym sensie pamiętnik, który w czasie ewolucji emocji i przeżyć będzie się rozwijał". Artysta wyznał również, że chciał zerwać z dotychczasowym, przyjętym formatem albumów muzycznych – "kiedy umieszczasz krążek na iTunes zawierający 12 piosenek i wiesz jak ludzie wybierają sobie jedną z piosenek, by o reszcie utworów zapomnieć to według mnie nie jest albumem. I nigdy nie będzie". Styl muzyczny krążka wokalista opisał jako "brzmienia dance, prawdziwie melodyczne, elektroniczne, soulowe". Możemy go nazwać elektroniczno-statyczny funk".
Album początkowo był spodziewany w roku 2006, w czasie kiedy wydany został solowy krążek wokalistki zespołu – Fergie, The Dutchess. Orygnialnie miał on się nazywać Evolution, jednak tak samo miał się nazywać ówcześnie nadchodzący drugi album studyjny Ciary. Postanowiono zmienić nazwę na From Roots to Fruits, ale wokaliści grupy uznali tę frazę za odpowiednią do płyty z największymi hitami zespołu. Ostatecznie ustanowiono nazwę The Energy Never Dies, by potem skrócić ją do The E.N.D. Tytuł krążka wyjawiony został przez will.i.am'a w okresie promocji jego solowego projektu Songs about Girls.
13 października 2010, album uzyskał status platynowej płyty w Polsce sprzedając się w nakładzie 20 000 egzemplarzy.

## Single
- "Boom Boom Pow" – wydany 30 marca 2009. Piosenka osiągnęła pierwsze miejsce na Billboard Hot 100 i Global Track Chart i przebywała na nim niemal pół roku.
- "I Gotta Feeling" – wydany 21 maja 2009. Na Billboard Hot 100 piosenka zajęła 2 miejsce, natomiast na UK Singles Chart – 70.
- "Meet Me Halfway" – wydany 2 listopada 2009. Singel osiągnął numer 1 w Wielkiej Brytanii i Australii. Zadebiutował na Billboard Hot 100 na miejscu 75, natomiast na UK Singles Chart zajął 67 pozycję.
- "Rock That Body" – wydany 29 stycznia 2010. Osiągnął 9 pozycję na Billboard Hot 100.
- "Imma Be" – wydany 31 maja 2010. Zajął pierwszą pozycję na Billboard Hot 100.

## Single promocyjne
- "Missing You" – wydany 7 czerwca, tylko we Francji i Australii. Piosenka osiągnęła pozycję dziesiątą we francuskim Airplay Chart i dziewiętnastą na Digital Chart.
- "Alive"

## Inne notowane piosenki
- "Showdown" – zajął 66 miejsce w ARIA Chart.

## Lista utworów
1. "Boom Boom Pow" (William Adams, Stacy Ferguson, Jaime Dávila Gómez, Allan Pineda) — 5:08

- - Zawiera wstęp "Welcome to the E.N.D"

1. "Rock That Body" (William Adams, Jean Baptiste, Stacy Ferguson, Jaime Dávila Gómez, David Guetta, Mark Knight, Muns, Allan Pineda, Adam Walder) — 4:28
2. "Meet Me Halfway" (William Adams, Jean Baptiste, Stacy Ferguson, Jaime Dávila Gómez, Sylvia Gordon, Keith Harris, Allan Pineda) — 4:44
3. "Imma Be" (William Adams, Thomas Brenneck, Mike Deller, Stacy Ferguson, D. Foder, Jaime Dávila Gómez, Keith Harris, Allan Pineda, Jared Tankel) — 4:16
4. "I Gotta Feeling" (William Adams, Stacy Ferguson, Jaime Dávila Gómez, David Guetta, Allan Pineda, Frederick Riesterer) — 4:49
5. "Alive" (William Adams, Jean Baptiste, Stacy Ferguson, Jaime Dávila Gómez, Allan Pineda) — 5:03
6. "Missing You" (William Adams, Jean Baptiste, Printz Board, Stacy Ferguson, Jaime Dávila Gómez, Allan Pineda) — 4:34
7. "Ring-a-Ling" (William Adams, Stacy Ferguson, Jaime Dávila Gómez, Keith Harris, Allan Pineda) — 4:32
8. "Party All the Time" (William Adams, Stacy Ferguson, Jaime Dávila Gómez, Allan Pineda) — 4:43
9. "Out of My Head" (William Adams, Printz Board, Stacy Ferguson, Jaime Dávila Gómez, Keith Harris, Tim Orindreff, George Pajon, Allan Pineda) — 3:51
10. "Electric City" (William Adams, Bert Berns, Robert Feldman, Stacy Ferguson, Gerald Goldstein, Jaime Dávila Gómez, Richard Gottehrer, Allan Pineda) — 4:08
11. "Showdown" (William Adams, Ryan Buendia, Stacy Ferguson, Jaime Dávila Gómez, Allan Pineda) — 4:27
12. "Now Generation" (William Adams, Stacy Ferguson, Jaime Dávila Gómez, Tim Orindgreff, George Pajdon, Allan Pineda) — 4:05
13. "One Tribe" (William Adams, Printz Board, Stacy Ferguson, Jaime Dávila Gómez, Allan Pineda) — 4:40
14. "Rockin to the Beat" (William Adams, Printz Board, Stacy Ferguson, Jaime Dávila Gómez, George Pajon, Allan Pineda) — 3:45

## Deluxe Edition
Utwory, które pojawiają się na bonusowym dysku albumu The E.N.D Deluxe Edition.
1. "Where Ya Wanna Go" — 5:08
2. "Simple Little Melody" — 3:11 (japoński utwór bonusowy na standardowej wersji krążka)
3. "Mare" — 2:55 (utwór #16 na standardowej wersji krążka)
4. "Don't Bring Me Down" — 3:12
5. "Pump It Harder" — 3:52 ("Pump It" remix)
6. "Let's Get Re-started" — 2:57 ("Let's Get It Started" remix)
7. "Shut the Phunk Up" — 4:20  (ocenzurowany remix Knee Deep utworu "Shut Up")
8. "That's the Joint" — 3:48 ("Joints & Jams" remix)
9. "Another Weekend" — 4:11 ("Weekends" remix)
10. "Don't Phunk Around" — 3:47 ("Don't Phunk with My Heart" Chicago House remix)

## Pozycje na listach
| Lista sprzedaży (2009)           | Najwyższa pozycja |
| -------------------------------- | ----------------- |
| Australia ARIA Albums Chart      | 1                 |
| Austria IFPI Albums Chart        | 5                 |
| Belgia IFPI Albums Chart         | 6                 |
| Dania IFPI Albums Chart          | 36                |
| Finlandia IFPI Albums Chart      | 17                |
| Francja SNEP Albums Chart        | 1                 |
| Holandia IFPI Albums Chart       | 8                 |
| Irlandia IRMA Albums Chart       | 4                 |
| Japonia Oricon Albums Chart      | 2                 |
| Niemcy IFPI Albums Chart         | 2                 |
| Nowa Zelandia RIANZ Albums Chart | 1                 |
| Polska ZPAV Albums Chart         | 8                 |
| Szwajcaria IFPI Albums Chart     | 4                 |
| Szwecja IFPI Albums Chart        | 41                |
| UK BPI Albums Chart              | 3                 |
| USA RIAA Billboard 200           | 1                 |
| United World Chart               | 1                 |

## Daty wydania
| Region            | Data           | Wytwórnia          |
| ----------------- | -------------- | ------------------ |
| Japonia           | 3 czerwca 2009 | Universal Music    |
| Australia         | 5 czerwca 2009 | Universal Music    |
| Irlandia          | 5 czerwca 2009 | Universal Music    |
| Niemcy            | 5 czerwca 2009 | Universal Music    |
| Szwajcaria        | 5 czerwca 2009 | Universal Music    |
| Francja           | 8 czerwca 2009 | Universal Music    |
| Wielka Brytania   | 8 czerwca 2009 | Universal Music    |
| Stany Zjednoczone | 9 czerwca 2009 | Interscope Records |
| Holandia          | 9 czerwca 2009 | Universal Music    |